# 1-ша хокейна ліга Словаччини
1-а хокейна ліга Словацької республіки (словац. 1. hokejová liga SR) — другий за важливістю дивізіон чемпіонату Словаччини з хокею із шайбою, організована Словацькою федерацією хокею (Slovenský zväz Ľadového hokeja (SZĽH)).

## Структура
Розіграш чемпіонату «1-ї хокейної ліги Словацької республіки» проводиться двома етапами. На першому етапі команди розділені на дві зони (географічно «захід» та «схід») й грають у своїх зонах одна з одною в 4 кола (дві гри домашні й дві виїзні), а також проводять зустрічі з командами другої зони в два кола (раз дома й раз у гостях). І так визначають переможця регулярного чемпіонату. Здобуті очки присуджують таким чином: за перемогу в основний час гри — команда здобуває три очки, перемога в овертаймі (додатковий час) — 2 очки, поразка — 0 балів. Команда, що посіла останнє місце, проводить стикові ігри з найкращою командою 2-ї хокейної ліги Словацької республіки (2 hokejová liga SR) за право перебування в Екстралізі (бували окремі роки-сезони коли команда аутсайдер напряму вибувала з ліги).
На другому етапі команди, що посіли перші вісім місць за підсумками регулярного сезону, розігрують звання переможця «1-ї хокейної ліги Словацької республіки» за системою плей-оф. В 1/4 фіналу команда, що посіла за підсумком регулярного чемпіонату 1-е місце, зустрічається з 8-ю, 2-а — з 7-ю, 3-я — з 6-а, 4-а — з 5-ю. В 1/2 фіналу команда, що посіла на першому етапі найвище місце, зустрічається з командою, що посіла найнижче місце. Команди, що посіли найвищі місця на першому етапі, перші дві гри на усіх стадіях плей-оф проводять вдома, два матчі-відповіді — на виїзді; якщо буде потрібно продовження розіграшу, п'ята гра проводиться вдома, шоста — на виїзді, сьома — вдома. Матчі серії плей-оф проводяться до 3 перемог, фінал — до 4 перемог однієї з команд, третє місце присуджують команді, що програла в 1/2 фіналу й посіла в регулярному чемпіонаті найвище місце.
Опісля фіналу матчів плей-оф команда-переможець здобуває право на перехід до вищого дивізіону — Словацької Екстраліги. Це відбувається напряму (заміною в наступному сезоні команди аутсайдера), або шляхом перехідних ігор (також серією плей-офф) з командою-аутсайдером вищої ліги, в яких переможець серії автоматично стає в наступному сезоні учасником Екстраліги.

## Призери першої ліги
| Сезон     | Перша команда                            | Друга команда                            | Третя команда                            |
| --------- | ---------------------------------------- | ---------------------------------------- | ---------------------------------------- |
| 1993/1994 | Спартак (Дубниця-над-Вагом)              | Банська Бистриця                         | Скаліца                                  |
| 1994/1995 | Банська Бистриця                         | Зволен                                   | Скаліца                                  |
| 1995/1996 | Спішска Нова Вес                         | Зволен                                   | Скаліца                                  |
| 1996/1997 | Зволен                                   | Скаліца                                  | Пряшів                                   |
| 1997/1998 | Банська Бистриця                         | Пряшів                                   | Спартак (Дубниця-над-Вагом)              |
| 1998/1999 | Спартак (Дубниця-над-Вагом)              | Жиліна                                   | ХК Трнава                                |
| 1999/2000 | Мартін                                   | Банська Бистриця                         | ХК Трнава                                |
| 2000/2001 | Жиліна                                   | Нітра                                    | Пряшів                                   |
| 2001/2002 | Спішска Нова Вес                         | Дукла (Сениця)                           | ХК Топольчани                            |
| 2002/2003 | Нітра                                    | Спартак (Дубниця-над-Вагом)              | Пряшів                                   |
| 2003/2004 | Спартак (Дубниця-над-Вагом)              | ХК Прєвідза                              | Пряшів                                   |
| 2004/2005 | ХК Детва (Зволен B)                      | ХК Топольчани                            | Мартін                                   |
| 2005/2006 | Банська Бистриця (Зволен B)              | ХК Гуменне (Кошице B)                    | ХК Топольчани                            |
| 2006/2007 | ХК Кежмарок                              | Спішска Нова Вес                         | Банська Бистриця                         |
| 2007/2008 | Банська Бистриця                         | Спішска Нова Вес                         | ХК Трнава                                |
| 2008/2009 | Спішска Нова Вес                         | ХК 37 П'єштяни                           | ХК Трнава                                |
| 2009/2010 | ХК 37 П'єштяни                           | Пряшів                                   | ХК Бардіїв                               |
| 2010/2011 | ХК 37 П'єштяни                           | Ліптовський Мікулаш                      | Спішска Нова Вес                         |
| 2011/2012 | ХК Бардіїв                               | ХК 37 П'єштяни                           | Дукла (Сениця)                           |
| 2012/2013 | ХК Бардіїв                               | Дукла (Михайлівці)                       | Пряшів                                   |
| 2013/2014 | ХК Бардіїв                               | Дукла (Михайлівці)                       | ХК Трнава                                |
| 2014/2015 | Дукла (Детва)                            | Спішска Нова Вес                         | ХК Бардіїв                               |
| 2015/2016 | Нове Замки                               | Бардіїв                                  | Ліптовски Мікулаш                        |
| 2016/2017 | Детва                                    | Скаліца                                  | Пряшів                                   |
| 2017/2018 | Михайлівці                               | Скаліца                                  | Пряшів                                   |
| 2018/2019 | Михайлівці                               | Мартін                                   | Дубниця-над-Вагом                        |
| 2019/2020 | Сезон не дограли через пандемію COVID-19 | Сезон не дограли через пандемію COVID-19 | Сезон не дограли через пандемію COVID-19 |
| 2020/2021 | Спішска Нова Вес                         | Жиліна                                   | Мартін                                   |
| 2021/2022 | Жиліна                                   | Мартін                                   | Скаліца                                  |
| 2022/2023 | Гуменне                                  | Жиліна                                   | Мартін                                   |
| 2023/2024 | Жиліна                                   | Пряшів                                   | Повазька Бистриця                        |
| 2024/2025 | Пряшів                                   | Скаліца                                  | Спартак (Дубниця-над-Вагом)              |